# Prionium serratum
Prionium serratum är en gräsväxtart som först beskrevs av Carl von Linné d.y., och fick sitt nu gällande namn av Johann Franz Drège. Prionium serratum ingår i släktet Prionium och familjen Thurniaceae. IUCN kategoriserar arten globalt som livskraftig. Inga underarter finns listade i Catalogue of Life.

## Bildgalleri

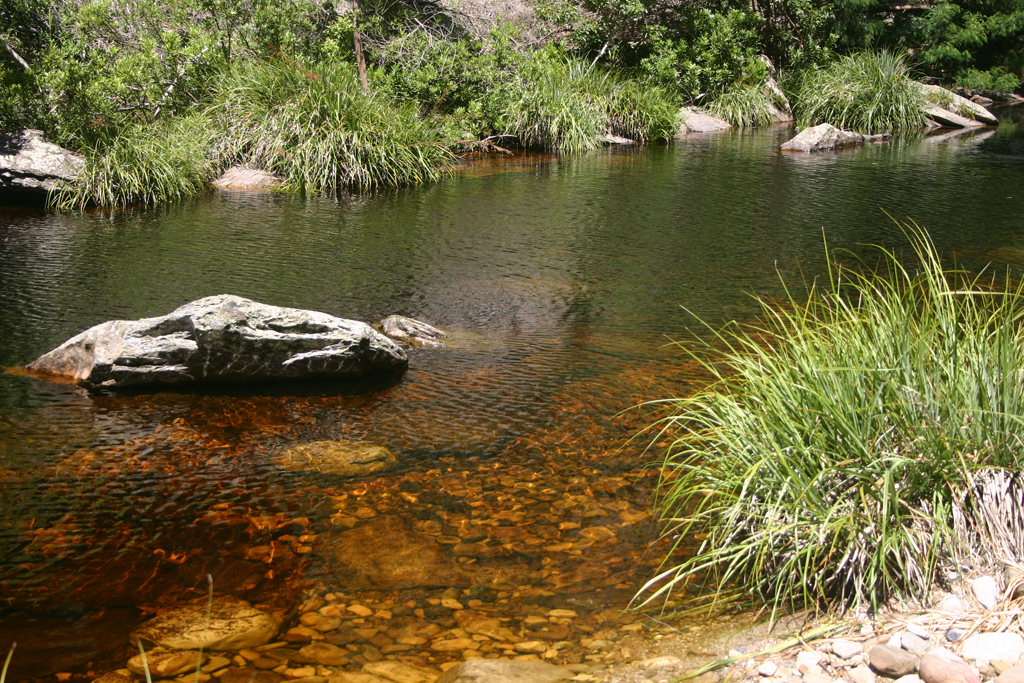
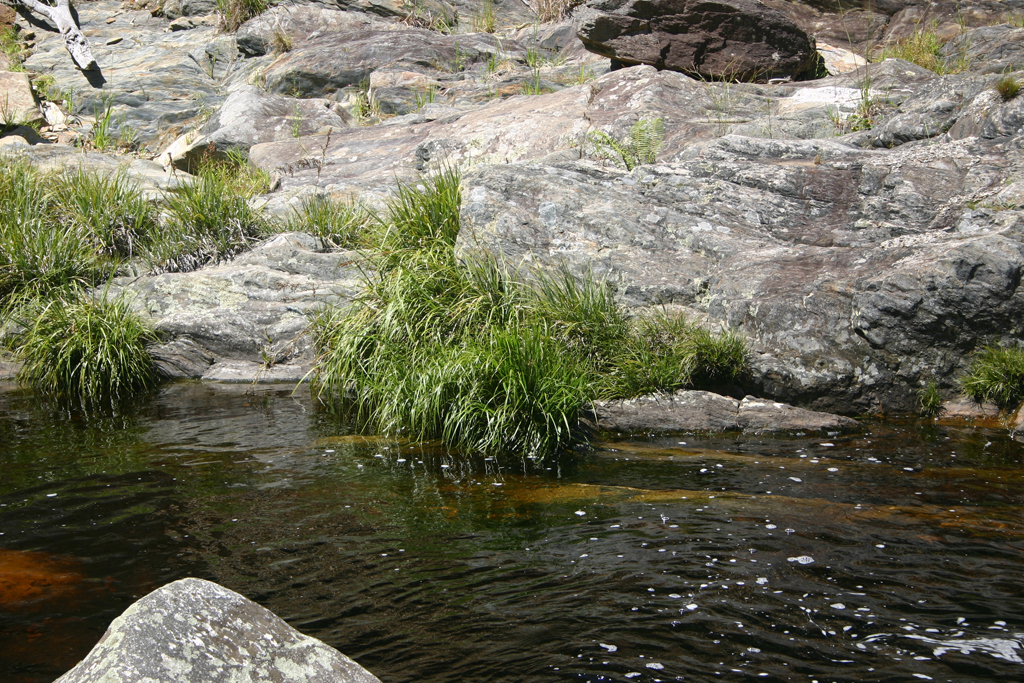